# Климент, Ян
Ян Кли́мент (чеш. Jan Kliment; род. 1 сентября 1993 года в Миява, Словакия) — чешский футболист, нападающий клуба «Сигма» и сборной Чехии.

## Клубная карьера
Климент — воспитанник клуба «Высочина». 9 марта 2012 года в матче против «Часлава» он дебютировал за команду. В том же году Ян вместе с команду вышел в элиту по итогам сезона. 22 февраля 2013 года в поединке против «Градец-Кралове» он дебютировал за клуб в Гамбринус лиге. 19 апреля в матче против «Теплице» Климент забил свой первый гол за «Высочину».
В начале 2014 года для получения игровой практики Ян на правах аренды перешёл в словацкую «Дуклу». 1 марта в матче против братиславского «Слована» он дебютировал в словацкой Суперлиге. После окончания аренды он вернулся в «Высочину».
29 июня 2015 года Климент перешёл в немецкий клуб «Штутгарт», с которым подписал контракт до 2019 года. 16 августа в матче против «Кёльна» он дебютировал в Бундеслиге, заменив во втором тайме Мартина Харника. 3 октября в матче против «Хоффенхайма» Климент забил свой первый гол за «Штутгарт».
Летом 2016 года для получения игровой практики Ян на правах аренды перешёл в датский «Брондбю». В матче против «Ольборга» он дебютировал в датской Суперлиге. 16 октября в поединке против «Норшелланн» Климент забил свой первый гол за «Брондбю». 8 июля 2017 года аренда Климента в «Брондбю» была продлена ещё на один сезон. В начале апреля 2018 года Ян серьёзно травмировал колено из-за чего выбыл из строя на длительный срок.
В июне 2022 года стал игроком пльзеньской «Виктории», подписав с клубом двухлетний контракт.

## Международная карьера
В 2015 году в составе молодёжной сборной Чехии Климент принял участие в домашнем молодёжном чемпионате Европы. На турнире он сыграл в матчах против сборных Дании, Сербии и Германии. В поединке против сербов Ян сделал хет-трик, благодаря которому он стал лучшим бомбардиром молодёжного европейского первенства.
1 сентября 2017 года дебютировал за главную сборную страны, выйдя на замену на 76-й минуте в отборочном матче ЧМ-2018 против сборной Германии. Матч закончился поражением чехов 1:2.

## Статистика выступлений за сборную
| Матчи Яна Климента за сборную Чехии | Матчи Яна Климента за сборную Чехии | Матчи Яна Климента за сборную Чехии | Матчи Яна Климента за сборную Чехии | Матчи Яна Климента за сборную Чехии | Матчи Яна Климента за сборную Чехии | Матчи Яна Климента за сборную Чехии |
| №                                   | Дата                                | Оппонент                            | Счёт                                | Голы                                | Соревнование                        |                                     |
| ----------------------------------- | ----------------------------------- | ----------------------------------- | ----------------------------------- | ----------------------------------- | ----------------------------------- | ----------------------------------- |
| 1                                   | 1 сентября 2017                     | Германия                            | 1:2                                 | -                                   | Отборочный матч ЧМ-2018             |                                     |
| 2                                   | 4 сентября 2017                     | Северная Ирландия                   | 0:2                                 | -                                   | Отборочный матч ЧМ-2018             |                                     |
| 3                                   | 5 октября 2017                      | Азербайджан                         | 2:1                                 | -                                   | Отборочный матч ЧМ-2018             |                                     |
| 4                                   | 8 октября 2017                      | Сан-Марино                          | 5:0                                 | -                                   | Отборочный матч ЧМ-2018             |                                     |
| 5                                   | 11 ноября 2017                      | Катар                               | 1:0                                 | -                                   | Товарищеский матч                   |                                     |
| 6                                   | 14 октября 2024                     | Украина                             | 1:1                                 | -                                   | Лига наций 2024/25                  |                                     |
| 7                                   | 16 ноября 2024                      | Албания                             | 0:0                                 | -                                   | Лига наций 2024/25                  |                                     |
| 8                                   | 19 ноября 2024                      | Грузия                              | 2:1                                 | -                                   | Лига наций 2024/25                  |                                     |
| 9                                   | 25 марта 2025                       | Гибралтар                           | 4:0                                 | 1                                   | Отборочный матч ЧМ-2026             |                                     |

## Достижения
Личные
- Лучший бомбардир молодёжного чемпионата Европы (3 мяча): 2015